# Taco van der Hoorn
Taco van der Hoorn (Rotterdam, 4 december 1993) is een Nederlands wielrenner die anno 2024 rijdt voor Intermarché-Wanty. Hij staat bekend als een man van de lange vlucht, die de koers spannend maakt. Hij boekt af en toe een klinkende overwinning, zoals een rit de Ronde van Italië van 2021, of net niet, zoals in de kasseienetappe van de Ronde van Frankrijk van 2022.

## Carrière
In april 2016 nam Van der Hoorn deel aan de PWZ Zuidenveldtour, waar hij bij de finish in een sprint-à-deux werd geklopt door Elmar Reinders. Een kleine maand later won hij de eerste etappe in de An Post Rás. De leiderstrui die hij daaraan overhield raakte hij na de derde etappe kwijt aan Clemens Fankhauser.
In 2017 deed Van der Hoorn een stap hogerop en werd hij prof bij Roompot-Nederlandse Loterij. In zijn eerste jaar als prof won hij de Schaal Sels en werd hij tweede in Dwars door het Hageland en de Tacx Pro Classic. Een jaar later won hij de derde etappe van de BinckBank Tour, een wedstrijd uit de UCI World Tour. In 2019 maakte Van der Hoorn de overstap naar Jumbo-Visma.
In 2021 won Van der Hoorn de derde etappe van de Ronde van Italië na een vlucht en solo. Sinds dat jaar kwam hij uit voor Intermarché-Wanty. In de Ronde van Frankrijk van 2022 was hij een banddikte verwijderd van de winst in de etappe met kasseien, die naar Wallers-Arenberg voerde. Een etappe die hij zoals gebruikelijk vooraf had uitgekozen voor een aanval en tot in detail verkend. Eerder dat jaar had hij wel de Brussels Cycling Classic (voorheen Parijs-Brussel) gewonnen en lukte het in Kuurne-Brussel-Kuurne net niet.
Tijdens de Ronde van Vlaanderen 2023 liep hij bij een val een zware hersenschudding op, die hem meer dan zestien maanden uit het peloton hield. In 2017/2018 was hij na een val tijdens een training, ook al bijna een jaar door een hersenschudding uitgeschakeld. In de nazomer van 2024 keerde Van der Hoorn pas weer terug in koers. Hij won in oktober van dat jaar de Elfstedenrace in Friesland. De koers werd gekenmerkt door waaiers. Van der Hoorn en zijn ploeg mengden zich de hele dag in de strijd en zaten in de juiste groep mee. De kopgroep werd vervolgens uitgedund tot een groep van 5 aanvallers. In de slotfase reed Van der Hoorn weg met zo'n 4 kilometer te gaan en kwam net voor zijn medevluchters juichend over de streep. 

## Overwinningen
2016
1e etappe An Post Rás
GP Paul Borremans
GP Dr. Eugeen Roggeman – Stekene
2017
Schaal Sels
2018
3e etappe BinckBank Tour
Primus Classic
Nationale Sluitingsprijs
2019
Trofee Maarten Wynants
2021
3e etappe Ronde van Italië
Tussensprintklassement Ronde van Polen
3e etappe Benelux Tour
Omloop van het Houtland
2022
Brussels Cycling Classic
2024
Elfstedenrace

## Resultaten in voornaamste wedstrijden
| Jaar | Ronde van Italië | Ronde van Frankrijk | Ronde van Spanje |
| ---- | ---------------- | ------------------- | ---------------- |
| 2017 |                  |                     |                  |
| 2018 |                  |                     |                  |
| 2019 |                  |                     |                  |
| 2020 |                  |                     |                  |
| 2021 | 107e (1)         |                     |                  |
| 2022 |                  | 125e                |                  |
| 2023 |                  |                     |                  |
| 2024 |                  |                     |                  |
| 2025 | 155e             |                     |                  |

| Jaar | Milaan-San Remo | Gent-Wevelgem | Ronde van Vlaanderen | Parijs-Roubaix | Amstel Gold Race | Strade Bianche | Parijs-Tours | Omloop Het Nieuwsblad |  | WK op de weg |  | Wereldranglijsten |
| ---- | --------------- | ------------- | -------------------- | -------------- | ---------------- | -------------- | ------------ | --------------------- |  | ------------ |  | ----------------- |
| 2017 |                 | opgave        | opgave               | buit.tijd      | opgave           |                | 101e         | 33e                   |  |              |  |                   |
| 2018 |                 |               |                      |                |                  |                | 9e           |                       |  |              |  |                   |
| 2019 | 87e             | opgave        | 59e                  | opgave         |                  | 67e            |              | 86e                   |  |              |  | 900e (UWR)        |
| 2020 |                 | 54e           | opgave               |                |                  |                |              | opgave                |  |              |  | 649e (UWR)        |
| 2021 | 112e            | opgave        | 101e                 | 40e            |                  |                | 98e          | 96e                   |  |              |  |                   |
| 2022 |                 | opgave        | 72e                  | 16e            | 113e             | 80e            | 77e          |                       |  | opgave       |  |                   |
| 2023 |                 | opgave        | opgave               |                |                  |                |              |                       |  |              |  |                   |
| 2024 |                 |               |                      |                |                  |                | 28e          |                       |  |              |  |                   |
| 2025 | 139e            |               |                      | 20e            |                  |                |              |                       |  |              |  |                   |

## Ploegen
- 2015 –  Cyclingteam Join-S|De Rijke
- 2016 –  Cyclingteam Join-S|De Rijke
- 2017 –  Roompot-Nederlandse Loterij
- 2018 –  Roompot-Nederlandse Loterij
- 2019 –  Team Jumbo-Visma
- 2020 –  Team Jumbo-Visma
- 2021 –  Intermarché-Wanty-Gobert Matériaux
- 2022 –  Intermarché-Wanty-Gobert Matériaux
- 2023 –  Intermarché-Circus-Wanty
- 2024 –  Intermarché-Wanty
- 2025 –  Intermarché-Wanty

Ariesen · Asselman · Budding · van Empel · van Ginneken · van Goethem · van der Hoorn · Kreder · Ligthart · van der Lijke · Looij · Meijers · Mouris · Reinders · Riesebeek · Tusveld · Vermeltfoort · de Vries · Weening
Ariesen · Asselman · Budding · van Empel · Gerts · van Ginneken · van Goethem · de Greef · van der Hoorn · Ligthart · van der Lijke · Meijers · Reinders · Riesebeek · van Schip · Vermeltfoort · Weening · Wippert
Van Aert · Bennett · Bouwman · De Plus · Dumoulin · Eenkhoorn · Foss · Gesink · Groenewegen · Harper · Hofstede · Jansen · Kruijswijk · Kuss · Leezer · Lindeman · Martens · Martin · Pfingsten · Roglič   · Roosen · Teunissen · Tolhoek · Van der Hoorn · Van Emden · Vingegaard · Wynants
Bakelants · Bellicaud · De Gendt · De Plus · De Winter · Delacroix · Devriendt · Eiking · Evans · Hermans · Hirt · van der Hoorn · van Kessel · Koch · Kreder · Lammertink · Meintjes · Minali · Pasqualon · Petilli · Planckaert · B. van Poppel · D. van Poppel · Rota · Taaramäe · Van Melsen · Vanspeybrouck · Vliegen · Zimmermann · Girmay (stagiair) · Daemen (stagiair) · De Pooter (stagiair) · Jarnet (stagiair)
Bakelants · Bystrøm · Claeys · De Gendt · Delacroix · Devriendt · Girmay · Goossens · Hermans · Hirt · Huys · Johansen · Kristoff · Meintjes · Page · Pasqualon · Peák · Petilli · Petit · Planckaert ·  Pozzovivo(vanaf 14/2) · Rota · Taaramäe · Thijssen · van der Hoorn · van Kessel · Van Melsen · van Poppel · Vliegen · Zimmermann · De Pooter (stagiair) · Mihkels (stagiair)
Bonifazio · Bystrøm · Calmejane · Costa · De Gendt · De Pooter · Girmay · Goossens · Herregodts · Huys · Johansen · Marit · Meintjes · Mihkels · Page · Paquot · Petilli · Petit · Planckaert · Rex · Rota · Smith · Taaramäe · Teunissen · Thijssen · van der Hoorn · van Poppel · Vliegen · Zimmermann
Braet · Busatto · Calmejane · Colleoni · De Pooter · Faure Prost · Girmay · Goossens · Herregodts · Kuypers(vanaf 4/4) · Marit · Meintjes · Mihkels · Page · Paquot · Petilli · Petit · Planckaert · Rex · Rota · Smith · Taaramäe · Teunissen · Thijssen · van der Hoorn · Van Hoecke · van Poppel · van Sintmaartensdijk · Zimmermann · Dolven(stagiair)